# إدوارد فنزل

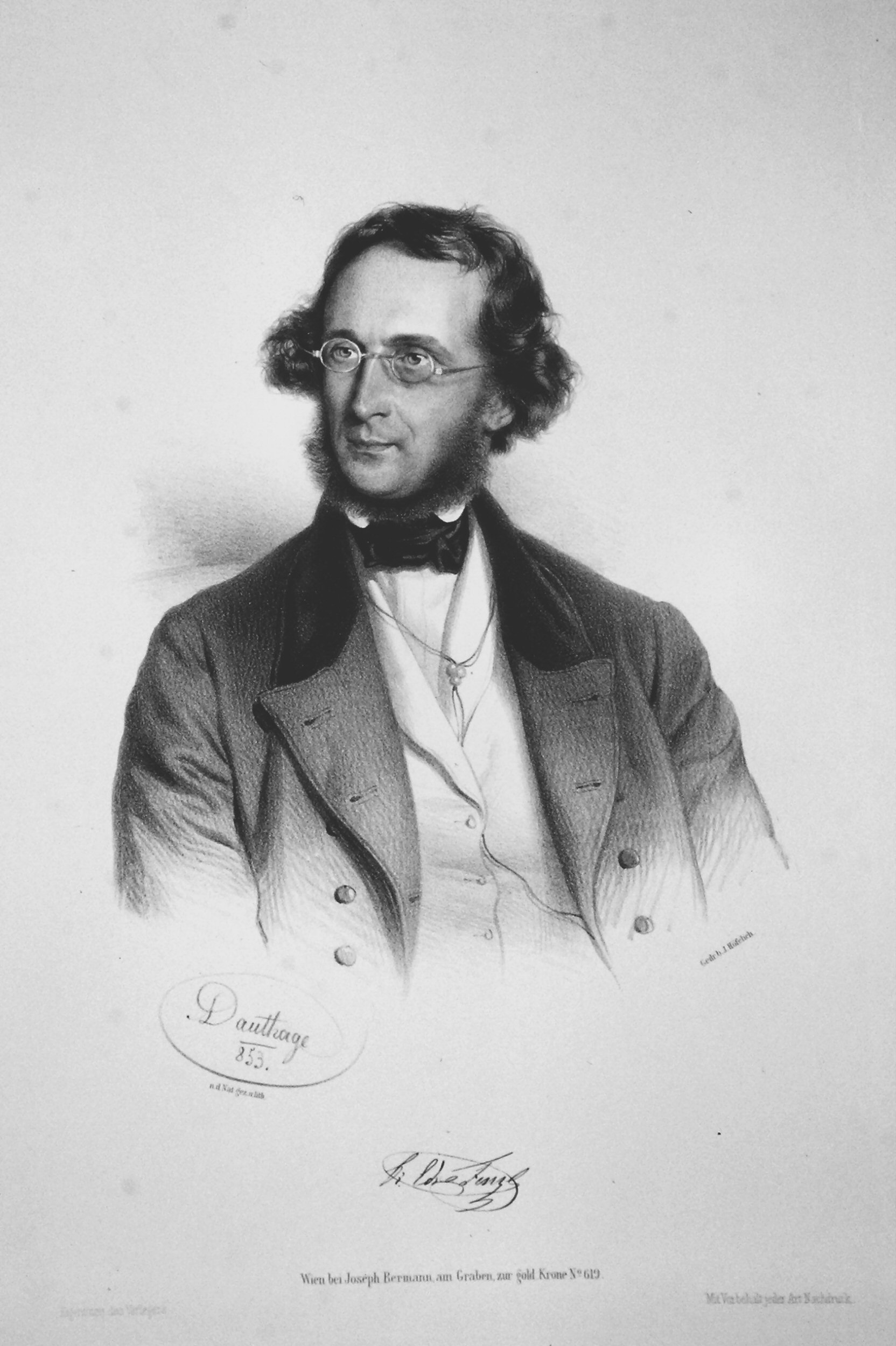
Eduard Fenzl (1808-1879), lithograph by Adolf Dauthage

إدوارد فنزل (1808-1879) (بالإنجليزية: Eduard Fenzl) هو عالم نبات نمساوي.